# Rdesktop
Rdesktop — відкритий клієнт для сервера терміналів Windows NT і Windows 2000/2003 (RDP), призначений для доступу термінального клієнта до робочого столу Windows. Rdesktop в наш час[коли?] працює на платформах більшості UNIX. Rdesktop був спочатку написаний Метью Чапманом.
Станом на липень 2008 року, rdesktop підтримує велика підмножину протоколу RDP 5, в тому числі:
- bitmap-кешування
- brush-кешування (у CVS версії)
- переспрямування файлової системи, аудіо, послідовного порту і порту друкарки
- відображення для більшості міжнародних клавіатур
- потокове стиснення і шифрування
- автоматична перевірка автентичності
- смарт-підтримка

rdesktop також містить функції без будь-яких прямих аналогів у офіційному Microsoft RDP-клієнті:
- «бесшовний» режим

Але ще не реалізовано:
- віддалена підтримка запитів (протокол для них залишається недокументованим)
- перенаправлення USB-пристроїв

Підтримка додаткових можливостей, доступних у RDP 5.1 та RDP 6 також ще не реалізована.

rdesktop на Windows 95 у зв'язці з Windows NT 4.0

rdesktop на Mac OS X у зв'язці з Windows Server 2003

## Використання
rdesktop зазвичай використовується у графічному середовищі Linux для встановлення з'єднання з комп'ютерами із Microsoft Windows під управлінням Terminal Services, в тому числі Windows XP Professional, Windows 2000 Terminal Server, Windows Server 2003 і Windows Vista.